# Tulo (distrikt)
Tulo är ett distrikt i Etiopien.   Det ligger i zonen West Harerghe Zone och regionen Oromia, i den centrala delen av landet, 250 km öster om huvudstaden Addis Abeba.